# هانس-پتر لانیش
هانس-پتر لانیش (آلمانی: Hans-Peter Lanig؛ زادهٔ ۷ دسامبر ۱۹۳۵ – ۲۸ ژانویهٔ ۲۰۲۲) اسکی‌باز آلپاین اهل آلمان بود.
وی همچنین برندهٔ جوایزی همچون برگ بوی نقره‌ای شده بود.